# Świątynia Egipska w Warszawie
Świątynia Egipska – klasycystyczna budowla znajdująca się w Łazienkach Królewskich w Warszawie. Jest przykładem egiptyzacji projektów architektonicznych w pierwszej połowie XIX stulecia. 

## Opis
Po roku 1819 rozpoczęto prace nad urządzaniem nowego ogrodu na tyłach pałacu Belwederskiego. Był on zakomponowany w stylu romantycznym. W południowej części tego ogrodu, na wale będącym pozostałością dawnych okopów Lubomirskiego usytuowano pawilon zwany Świątynią Egipską. Górą, czyli dachem budowli, biegł most na drodze pomiędzy rogatką Belwederską a Drogą Chińską.
Budowla powstała prawdopodobnie około 1822 roku, a za jej autora uważa się Jakuba Kubickiego. W latach dwudziestych XIX wieku pełnił on funkcję Intendenta Generalnego Budynków Królewskich i w tym czasie projektował i odnawiał wiele budynków, dlatego też jemu przede wszystkim przypisuje się autorstwo Świątyni. Nie wyklucza się jednak, że zaprojektować ją mógł jeden z trzech wymienionych architektów: Hilary Szpilowski, Aleksander d`Alphonce lub Piotr Aigner.
Elewacja północna ma kształt świątyni egipskiej. Jej część środkowa wysunięta do przodu o ukośnie pochylonych ścianach, zawiera pomieszczenie otwarte na zewnątrz czterema kolumnami lotosowymi. Początkowo kolumny te były drewniane, podczas remontu w roku 1936 zastąpiono je betonowymi. Niżej ustawione są popiersia lwów wyrzucających wodę z pysków. W cofniętych bocznych partiach znajdują się drzwi prowadzące do wnętrza. Na architekturze Egiptu wyraźnie wzorowane są stelokształtne nisze i gzyms w kształcie wiązki trzcin. Zestaw dopełnia prostopadłościenny sarkofag wykonany z kamienia. Na szczycie budynku ustawiony był wysoki obelisk pokryty hieroglifami. Był on bardzo dobrze widoczny z okien pałacu. Obecnie nad świątynią góruje jego rekonstrukcja. Główny element budynku stanowiła figarnia – cieplarnia z drzewkami figowymi. Była ona położona w części południowej, która nie przetrwała do naszych czasów. Zachował się jedynie, ulokowany nad stawem, północny fragment większej całości.
W pobliżu budynku znajduje się popiersie Aleksandra Kamińskiego. Upamiętnienie powstało w czasie, kiedy obiekt był wykorzystywany przez Muzeum Harcerstwa (2005–2010).